# Aloïse Sauvage
Aloïse Sauvage (25 de septiembre de 1992) es una artista multidisciplinar francesa activa en la música, el cine, el circo contemporáneo y la danza. Conocida como actriz en la película 120 latidos por minuto de 2017, se lanzó a la música en 2018, y sus clips originales alcanzaron el éxito del público en la web. Fue nominada a las Victoires de la Musique en 2020 en la categoría “revelación escénica”. Lanzó su primer álbum de estudio Dévorantes en febrero de 2020, luego su segundo, Sauvage, en octubre de 2022.

## Biografía
Aloïse Sauvage nació el 25 de septiembre, creció en Mée-sur-Seine en Seine-et-Marne. Su madre fue directora de una escuela y su padre fue bibliotecario, Aloïse fue una de sus tres hijos. Ingresó en el conservatorio de Mée-sur-Seine donde aprendió a tocar flauta travesera, batería y saxofón.
Después del bachillerato, se incorporó al Centro Regional de Artes del Circo de Lomme para formarse y prepararse para concursos en las escuelas superiores de circo contemporáneo. Posteriormente se presentó al concurso de la academia Fratellini y fue aceptada. Allí estudió tres años especializándose en “acrodanza”. Durante sus estudios conoció a la directora y coreógrafa Raphaëlle Boitel con la que trabajaría más tarde y que le permitió conocer a la mujer que se convertiría en su agente.

### Inicios
Actuó por primera vez en un largometraje en 2015 gracias a Nicole García, quien la eligió para interpretar el papel de Agostine en su película Mal de pierres, junto a Marion Cotillard y Louis Garrel.

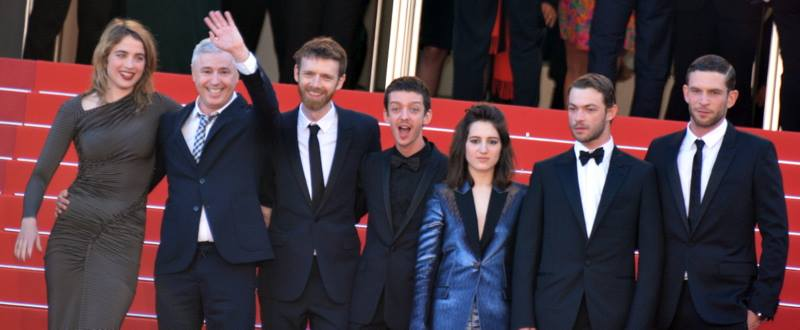
Aloïse Sauvage (quinta desde la izquierda) durante la subida de las escaleras del Festival Internacional de Cine de Cannes de 2017 para el equipo de la película 120 latidos por minuto.

En 2016 se unió al elenco de la película 120 latidos por minuto. Interpretó el papel de Eva, una joven responsable de mantener el orden en las reuniones de la asociación Act Up-Paris. La película fue seleccionada durante el Festival de Cine de Cannes de 2017. Ese mismo año formó parte del Adami Talents de Cannes.
Entre septiembre de 2017 y marzo de 2018, Aloïse Sauvage lanzó varias canciones, Ailleurs Higher, Aphone e Hiver brûlé, y durante este período actuó como telonera de Eddy de Pretto. Entre septiembre y noviembre de 2018, Aloïse Sauvage participó en el rodaje de la película Hors norms de Olivier Nakache y Éric Toledano. Sauvage comenzó a escribir canciones (y a grabarlas) con los productores musicales Josh Rosinet y Le Motif. En noviembre de 2018 participó en el festival Transmusicales de Rennes donde su actuación fue nototria. Durante este concierto, instaló un sistema de micrófono suspendido de un cable.
En enero de 2019 se estrenó la película Les Fauves de Vincent Mariette, donde interpretó a Anne, la prima de Laura (interpretada por Lily-Rose Depp). El rodaje tuvo lugar en 2018 en Dordoña durante tres meses.
En mayo de 2019, lanzó su primer EP Jimy.
Durante el verano de 2019 participó en el rodaje en Israel de la serie Possessions para Canal+.
En 2020, fue nombrada en la categoría Revelación escénica en el 35 Ceremonia de las Victoires de la musique.  Por la noche interpretó su canción À l'horizontale.  El 28 de febrero de 2020 lanzó su primer álbum de estudio Dévorantes y al mismo tiempo lanzó el vídeo musical de su sencillo Omowi.
En 2022, lanza su nuevo álbum de estudio Sauvage y realizó una gira por Francia y los países de habla francesa; ese mismo año completó un Cigale y un Olympia.
En 2023 protagonizó la película Sur un fil dirigida por Reda Kateb. Este es su primer papel protagónico.

### Temática de su obra
La música de Aloïse Sauvage proviene principalmente del rap. Cita como referencia Diam's o Stromae. A través de los textos de sus canciones, Aloïse Sauvage aborda el amor, el lesbianismo (como en Jimy ) o la homofobia como en Omowi (juego de palabras con «¡Homo, si!») pero también libertad o emancipación. También aborda la ausencia del padre en Papa, el cáncer en Tumeur o la depresión en Et cette tristesse. Para su estilo, Éric Bureau de Le Parisien encuentra en Aloïse Sauvage « el aplomo, la dicción y el sentido del coro ganador de Diam's, la poesía y libertad de Christine and the Queens, el afro-trap del rapero MHD, la voz autoafinada de PNL y el arte de Stromae de hacer males bailar... ».

## Filmografía

### Cine

#### Largometrajes
- 2016: Mal de pierres de Nicole Garcia: Agostine
- 2017: 120 latidos por minuto de Robin Campillo: Eva
- 2017: Django d'Étienne Comar: une résistante
- 2018: Cold War de Paweł Pawlikowski: la serveuse
- 2018: Les Fauves de Vincent Mariette: Anne
- 2019: Hors normes d'Olivier Nakache et Éric Toledano: Shirel
- 2019: Je ne sais pas si c'est tout le monde de Vincent Delerm: elle-même
- 2021: Placés de Nessim Chikhaoui: Cécile
- 2022: Tout fout le camp de Sébastien Betbeder: la policière
- 2023: Un blanco fácil de Jean-Paul Salomé: Chambard
- 2024: Berger de Sophie Deraspe
- 2024: Sur un fil de Reda Kateb: Jo

#### Cortometrajes
- 2017: Chougmuud de Cécile Telerman - Talents Cannes Adami: Lucie
- 2018: Drifted d'Emilie Lesgourgues
- 2019: La Route du sel de Matthieu Vigneau: Christalle
- 2022: Laeticia35 de Victoria Musiedlak: Carole
- 2023: Des jeunes filles enterrent leur vie de Maïté Sonnet: Marguerite

### Televisión
- 2016: Trepalium (ARTE): Vali (6 épisodes)[3]
- 2018: Je ne t'aime pas (ARTE Numérique) de Tommy Weber
- 2018: Je sais tomber (ARTE) d'Alain Tasma: Julius
- 2018: Dix pour cent (FR2) de Marc Fitoussi: Lucie[19]
- 2020: Possessions (Canal +) de Thomas Vincent: Jessica (6 épisodes)
- 2021: Stalk - saison 2 (SlashTV): Charlie (10 épisodes)
- 2021: Christmas Flow (Netflix) de Nadège Loiseau: Jeanne (3 épisodes)
- 2024: Des gens bien ordinaires (Canal +) de Ovidie: Sharon

### Doblaje
- 2022: Les Démons d'argile: Rosa

## Discografía

### EP y álbumes
- 2019: Jimy

### Sencillos
- 2020: Dévorantes